# Хумка Томаш
На старим мапама недалеко банатског насеља Ново Милошево (општина Нови Бечеј) на коти обележеној са 91 m назначена је хумка са називом "Тамаш". На разним топографским картама на истој локацији (обележено са различитом надмосрком висином, рецимо 90,3 m или 89,3 m) хумка је означена и другим именима, на пример "Гладилова", то јест Гладова. Ово име недвосмислено указује на везу са Галад градом, земљаним утврђењем Глад-а из 9. века, чији остаци се налазе у близини.
Хумка више не постоји, њена тачна локација (са потенцијалним остацима) се вероватно не може одредити. Уништена је током изградње пута Милошево-Башаид.

## Опис
Пошто друге осим картографске информације немамо (хумка је на свим мапама јасно назначена) можемо се само позабавити пореклом имена. Ко је могао бити "Тамаш" по коме је хумка названа? Да ли одговор на порекло хумке лежи у значењу овог имена?

#### Порекло на основу имена
Тамаш је мађарска варијанта интернационалног имена Тома. Арамејског је порекла – изведена из речи Теомо – и значи "близанац". Грци су име касније преузели у форми Томас, што у грчком значи "предиван". Према теорији која би претпоставила порекло на основу значења имена, хумка би могла добити назив у каснијој епохи по својој величини или "сјају" или је хумка била двојна (што није ретко а такве хумке се традиционално зову "близанице"). Такође је опште познато да је најпознатији носилац имена библијска личност Тома, кога традиција назива "неверни" јер као апостол није поверовао у васкрснуће Исуса Христа. Сасвим је прихватљива аналогија између Гладове личности и ове библијске, пошто су га надирући мађари којима се жестоко супротставио могли повезати са паганим "неверним", или свакако са неким негативне нарави. Не смемо заборавити, да сам назив "галад" у данашњем, модерном мађарском језику носи погрдно значење, пошто се користи за грубу и незгодну особу (за подмуклог непријатеља се раније говорило "галад народ" или постоји изрека "немој бити галад").
Гледајући топониме, постоји извесна сличност и са називом банатске реке Тамиш. Тамашфал или "зидине" Тамиша иако звучи логично ипак не изгледа као адекватно повезана аналогија, јер је Тамиш доста далеко од локације (најближе две реке су Златица и Стари Бегеј).

#### Друге могућности порекла
Пошто је хумка била ситуирана у ширем рејону комплекса Галад града, недвосмислена је веза између та два објекта. Један од назива хумке "Томине зидине" (мађ. Tamásfal) указује на то да хумка није била кружни објекат, него радије део шанца. На неколико мапа, старих и нових приказана је палисадна творевина, па је ова теза у складу са чињеницама.
Осим мапа, не постоје други трагови у литератури о овој хумки, па тако ни о потенцијалној епохи или народу који ју је подигао. Постоји могућност да је, као и још неке хумке у Банату, и ова била подигнута од кумана, који су у ове крајеве стизали у 13. веку бежећи од Татара. Они су били задња позната култура и народ који су сахрањивали у кургане. Доказе за ову тврдњу изнела би на светлост дана само археолошка истраживања, којих је спорадично било на овом локалитету, али због недостатка средстава нису настављени (ископавања су задњи пут вршена 1994. године).
Подручје где се налазила хумка је интензивно култивисано, изложено дуготрајном еродирању, тако да је сам положај данас немогуће одредити. Типично је за нашу цивилизацију да хумке које су преживеле и по неколико векова и које су биле поштоване од свих ранијих генерација (на шта указују сачувани традиционални називи) нестале су у задње две-три деценије, уништене од ове генерације.